# Моніка Теодореску
Моніка Теодореску (нім. Monica Theodorescu, 2 березня 1963) — німецька вершниця.
Олімпійська чемпіонка 1992 (командна виїздка), 1996 (командна виїздка) років, учасниця 1988 року.
Чемпіонка Європи з виїздки 1989 (командна виїздка), 1993 (командна виїздка) років, срібна призерка 1993 (обов'язкова виїздка), 2007 (командна виїздка) років, бронзова призерка 2009 року в командній виїздці.
Переможець Всесвітніх ігор з кінного спорту 1990 року.
Бронзовий призер Всесвітніх ігор з кінного спорту 1990 року.